# Céline Bonnier
Pour les articles homonymes, voir Bonnier.
Céline Bonnier, née le 31 août 1965 à Saint-David-de-l'Auberivière, est une actrice québécoise.

## Biographie
Née le 31 août 1965 à Saint-David-de-l'Auberivière,, Céline Bonnier fait ses études secondaires au Couvent de Lévis (actuelle école Marcelle-Mallet, une école privée mixte) et ses études théâtrales au Conservatoire d'art dramatique de Québec dont elle est diplômée en 1987.

## Filmographie

### Cinéma
- 1992 : Tectonic Plates (en)
- 1994 : Le Vent du Wyoming d'André Forcier : Manon Mentha
- 1995 : Le Sphinx : Angie
- 1996 : Caboose : Camille
- 1997 : Contrat sur un terroriste (The Assignment) de Christian Duguay : Carla
- 1997 : Hercule (Hercules) : Meg (voix)
- 2000 : Les Muses orphelines de Robert Favreau : Martine Tanguay
- 2001 : Le Ciel sur la tête
- 2002 : Séraphin : un homme et son péché de Charles Binamé : Nanette
- 2003 : La Face cachée de la lune de Robert Lepage  : Nathalie
- 2004 : Le Dernier Tunnel : Annie Beaudoin
- 2004 : Monica la mitraille : Monica
- 2005 : Les États-Unis d'Albert d'André Forcier : Hannah Steinway
- 2006 : Un dimanche à Kigali de Robert Favreau : Élise
- 2006 : Délivrez-moi : Annie
- 2006 : Le Secret de ma mère de Ghislaine Côté  : Jeanne
- 2008 : Truffe : Alice
- 2009 : Je me souviens d'André Forcier : Mathilde
- 2009 : Pour toujours, les Canadiens!: Michelle Lanctôt
- 2011 : French Kiss : Juliette
- 2011 : Coteau rouge d'André Forcier : Hélène Blanchard
- 2014 : Love Projet de Carole Laure : Lucie Tougas
- 2015 : La Passion d'Augustine de Léa Pool  : Mère Augustine
- 2016 : Embrasse-moi comme tu m'aimes : Yvonne Sauvageau
- 2017 : C'est le cœur qui meurt en dernier : Catherine
- 2018 : À tous ceux qui ne me lisent pas : Dyane Gagnon
- 2021 : L'Arracheuse de temps de Francis Leclerc : la Stroop / une infirmière
- 2022 : Au nord d'Albany de Marianne Farley : Annie

### Télévision
- 1992 : Blanche (mini-série) : Thérèse Brassard
- 1994 : Million Dollar Babies (téléfilm) : Elzire Dionne
- 1997 : Omertà II (série télévisée) : Sylvie Chénard
- 1997 : Le Masque (série télévisée) : Louise Gabriel
- 1998 : Une voix en or (série télévisée) : Suzy Germain
- 1998 : La Femme Nikita (série télévisée) : Off Profile: Andrea Kosov
- 2000 : Tag (série télévisée) : Melanie Jobin
- 2002 : Le Dernier Chapitre (feuilleton télévisé) : Wendy Desbiens
- 2002 : Random Passage (feuilleton télévisé) : Ida Norris
- 2005 : L'Héritière de Grande Ourse (série télévisée) : Denise/Dora
- 2005 : Trafic d'innocence (Human Trafficking) de Christian Duguay (feuilleton télévisé) : Sophie
- 2010 : Les Rescapés (feuilleton télévisé): Gina McRae
- 2010 : Chez Jules tv (série web) : Florence
- 2011 : 30 vies (feuilleton télévisé): Andrée Bellavance
- 2012 - 2018 : Unité 9 (série télévisée) : Suzanne Beauchemin
- 2012 : Un sur 2 (série télévisée) : Luce Belmont
- 2016 : Séquelles (série télévisée, 6 épisodes) : Kate McDougall
- 2016 : Switch and Bitch : Josée
- 2017 : L'Heure bleue (série télévisée) : Anne-Sophie Moran
- 2019 : Léo (série télévisée, saison 2 épisode 8) : Tante Agathe
- 2021 : Toute la vie (série télévisée) : Anne Beaupré
- 2022 : Une affaire criminelle (série télévisée) : Catherine Godin

## Théâtre
- 1996 : Les Combustibles  d'Amélie Nothomb : Marina
- 1997 : Le Cid de Corneille : Chimène
- 1998 : Je ne sais plus qui je suis Création collective : Rôles multiples
- 1998 : L'Enfant-Problème de George F. Walker : Denise
- 2000 : Sous le regard des mouches de Michel Marc Bouchard : Docile
- 2001 : Hamlet-machine de Heiner Müller : Ophélie
- 2001 : L'Hiver de force d'après Réjean Ducharme : Nicole Ferron
- 2003 : La Fête des morts de Céline Bonnier et Nathalie Claude : Yolanda
- 2004 : La Cloche de verre de Sylvia Plath : Esther Greenwood
- 2007 : Vivre d'après Virginia Woolf : Virginia
- 2008 : Blasté de Sarah Kane : Cate
- 2009 : La Charge de l'orignal épormyable de Claude Gauvreau : Laura Pa
- 2012 : L'Opéra de quat'sous de Bertolt Brecht et Kurt Weill : Jenny
- 2012 : Christine, la reine garçon de Michel Marc Bouchard : La reine Christine
- 2014 : Un tramway nommé Désir[4] de Serge Denoncourt : Blanche DuBois
- 2019 : Parce que la nuit de Brigitte Haentjens et Dany Boudreault, avec la collaboration de Céline Bonnier.

## Distinctions

### Récompenses
- 2000 : Prix du public NCT : Meilleure interprétation féminine pour Le Cid
- 2001 : Prix Gémeaux : Meilleure interprétation premier rôle féminin : dramatique pour Tag
- 2002 : Prix spécial de la critique AQCT - Prix pour son engagement, sa rigueur et sa polyvalence au théâtre.
- 2002 : Prix Gémeaux : Meilleure interprétation féminine rôle de soutien : dramatique pour Le Dernier Chapitre : La Suite
- 2003 : Prix Gémeaux : Meilleure interprétation premier rôle féminin : dramatique pour Tag L'Épilogue
- 2005 : Prix Le Droit/Radio-Canada - Prix reconnaissance pour La cloche de verre et Les Aveugles
- 2005 : Gala des Masques - Meilleure interprétation féminine pour La Cloche de verre
- 2007 : Festival du film de l'Atlantique - Meilleure interprétation féminine pour Délivrez-Moi
- 2007 : Festival international du film de Tiburon - Meilleure actrice pour Délivrez-Moi
- 2007 : Prix Jutra - Meilleure actrice pour Délivrez-Moi
- 2008 : Festival international du film indépendant de Bruxelles - Meilleure actrice pour Délivrez-Moi
- 2016 : Gala du cinéma québécois - Meilleure actrice pour La Passion d'Augustine
- 2017 : Prix Gémeaux : Meilleur premier rôle féminin : série dramatique annuelle L'Heure bleue

### Nominations
- 1993 : Prix Génie - Meilleure interprétation féminine dans un rôle de soutien pour Les Plaques tectoniques
- 2000 : Gala des Masques - Meilleure interprétation féminine pour L'Enfant problème
- 2001 : Prix Génie - Meilleure interprétation féminine dans un rôle de soutien pour Les Muses orphelines
- 2002 : Prix Jutra - Meilleure actrice de soutien pour Séraphin : un homme et son péché
- 2003 : Gala des Masques - Meilleure mise en scène pour La Fête des morts
- 2003 : Gala des Masques - Meilleure production montréalaise La Fête des morts
- 2005 : Prix Jutra - Meilleure actrice pour Monica la mitraille
- 2005 : Prix Jutra - Meilleure actrice de soutien pour Le Dernier Tunnel
- 2005 : Prix Génie - Meilleure interprétation féminine dans un premier rôle pour Monica la mitraille
- 2007 : Prix Jutra - Meilleure actrice de soutien pour Un dimanche à Kigali
- 2009 : Prix Jutra - Meilleure actrice de soutien pour Maman est chez le coiffeur
- 2010 : Prix Jutra - Meilleure actrice pour Je me souviens